# 比良戈梅斯
比良戈梅斯，是西班牙卡斯蒂利亚-莱昂布尔戈斯省的一个市镇。总面积38平方公里，总人口319人（2001年），人口密度8人/平方公里。